# Uffa! Che pazienza
Uffa! Che pazienza è una serie animata italo-tedesca, basata sul fumetto Favole di Andrea Pazienza. Prodotta da Rai Fiction, da Enanimation e Motus e Motionworks, venne trasmessa per la prima volta il 25 agosto 2008 in Germania, Austria e Svizzera sul canale KiKa con il nome Bongo am Okawango, che dallo swahili significa "sono un bugiardo" e allude dal fatto che quando uno mostra troppo sé stesso e cerca di compiacere gli altri, alla fine si rende conto di quanto abbia mentito. 
La produzione di questo cartone animato comincia nel settembre 2006 e mostrato per la prima volta nell'occasione del Cartoons on the Bay del 2008 ed è stato considerato dalla giuria il miglior cartone animato per bambini. In Italia è stato trasmesso per la prima volta su Rai 2 a partire dal 20 novembre 2008 sul contenitore di cartoni animati Cartoon Flakes e successivamente qualche mese dopo replicata su Rai Gulp e Rai YoYo. Questa serie è formata da 52 episodi da 5 minuti, ma viene trasmessa in TV in 26 episodi con due puntate in una per un totale di 10 minuti. Il cartone veniva trasmesso anche nel Medio Oriente e in Nord Africa su Baraem, facente parte del gruppo emittente Al Jazeera. In Italia viene prodotta anche una seconda stagione a partire dal 4 luglio 2011 sull'emittente Rai Due, formata da 26 episodi che durano 10 minuti ciascuno.

## Trama
Pancrazio Sonsazio è il sindaco della giungla, è un leone azzurro che è diventato vegetariano proprio per entrare a contatto in maniera amichevole con altri animali. In questa giungla ciascuno degli abitanti compreso il sindaco disturbano in maniera burrascosa gli altri animali mentre stanno facendo una vita tranquilla, mostrando troppo in mostra sé stessi. Dopo una serie di devastazioni viene rimproverato, però c'è una pulce che vive sul naso di Pancrazio che svela la soluzione in modo tale da mantenere il suo comportamento senza ferire gli altri abitanti. Questo spiega in maniera ironica le difficoltà che si possono incontrare in ogni relazione d'amicizia. In questo cartone non ci sono né cattivi né buoni, ognuno è fatto a modo suo con i propri punti di forza e debolezze. A partire dopo il 52º solo in Italia le vicende si spostano in città, che sono esattamente come quelle della giungla e tratta tematiche di discussione non come la convivenza pacifica tra abitanti, ma anche la tolleranza, l’ecologia, il risparmio energetico e lo smaltimento dei rifiuti e arriva un nuovo personaggio Gigiottina che è la nipote di Gigione Sonpoltrone che si mostra più determinata.

## Personaggi
- Pancrazio Sonsazio - Un leone azzurro, altruista, coraggioso e vegetariano che ama molto la cucina e odia l'acqua. Però qualche volta si fa traviare da pubblicità e cibi molto gustosi a tal punto che perde la sua natura altruista e si colora di verde e diventa aggressivo verso gli altri animali.
- Pulce - Una pulce saggia che parla in rima che vive sul naso di Pancrazio, pero quest'ultimo si inquieta, mostra spirito di umorismo e ironia.
- Raffa Giraffa - Una giraffa verde lime,dedita al mondo della ginnastica ed eccessivamente esigente.
- Leggerio Pocoserio - Un elefante rosa, che è molto burrascoso nei movimenti e azioni creando catastrofi, tra l'altro il suo cognome mostra che non è così intelligente da capire il contesto per fare i suoi movimenti.
- Gigione Sonpoltrone - Un orso bianco e blu scuro, che in ogni episodio dorme, è pigro anche se qualche volta si dà da fare.
- Luisella Questaèbella - Una femmina di tapiro viola, appassionata di libri, giallo e pettegolezzi, è allarmista e crede spesso ai mostri. La migliore amico di Luisella Questaèbella di Pancrazio Sonsazio.
- Ilario Notiziario - Un pappagallo-giornalista, che dà l'apertura a ogni episodio descrivendo la situazione.
- Gigiottina - Un'orsetta, nipote di Gigione, che diversamente da Gigione mostra più creatività e intelligenza.
- Silvy Soncosì - Una zebra adolescente, anticonformista qualche volta arrogante a pois. Le sue opinioni si scontrano con quelle degli altri abitanti della giungla. Qualche volta mostra anche curiosità.
- I tre polli sono divertenti, non appaiono in tutti gli episodi, sono qualche volta burloni e mostrano bisogno d'attenzione.
- Pecora 101 è una pecora dal carattere che ha iniziativa che però è presuntuosa. Dice di aiutare gli altri però manda in frantumi il loro lavoro.
- Ratto Cuorematto è un ratto che molto deciso a fare tutto per far star felici gli altri. Ha la cotta per tutte le abitanti femmine della giungla.
- Iena fa scherzi di malumore ed è inaffidabile.
- Rosalba la Talpa, una talpa sveglia e che si organizza bene quando bisogna lavorare.
- Banana Freudiana, la psicologa della giungla.
- Greta è una formica laboriosa ed è gelosa delle sue provviste da portare.
- Ornitorinchi, che Luisella all'inizio gli scambiava per alieni.
- Oranga, un personaggio di cui si è innamorato Ratto Cuorematto.
- Gracchia Cornacchia, un abitante femmina di cui si è innamorato Ratto Cuorematto.
- Rannella, una ranocchia per cui Ratto ha una cotta.
- Napoleone, è il capo delle rane del laghetto ed è un rospo ipocondriaco.
- I ranocchi del laghetto
- Gianuzza la Struzza, una struzza che è una degli interessi amorosi di Ratto Cuorematto.
- Serpentella
- Ippopotami
- Elefanti
- Baby Pink è una popstar competitiva che entra in conflitto con Silvy.
- Zella la Gazella è una gazzella dal carattere un po' invadente. Questo lo mostra spesso a Leggerio Pocoserio e gli dice sempre "che Stupidino!"
- Intelligence è un'agenzia che serve per risolvere casi complicati d'intelligenza formata da due scimmie che litigano l'uno con l'altro, entrambi mostrano comicità e ironia nel dar le risposte.
- Cangura
- Bradipo è molto più pigro di Gigione e spinge gli abitanti a fare le cose in maniera eccessivamente lenta.
- Panda Mandarino non proviene dalla giungla ed è molto remissivo soprattutto nei confronti della Pecora 0101 che lo porta sulla cattiva strada a tal punto da ricevere disprezzo dagli abitanti.
- Pappagalleros
- Coniglio Gran Mattachione dedito al burlonismo e lavora in un circo.

## Episodi

### - Prima stagione -
Episodi di Uffa! che Pazienza della prima stagione
| N° | Titolo                                |
| -- | ------------------------------------- |
| 1  | Leggerio salta                        |
| 2  | Il maldidenti di Pancrazio            |
| 3  | Pecora 101 e il Ballo in Maschera     |
| 4  | Luisella e gli alieni                 |
| 5  | Raffa in Giungla Gym                  |
| 6  | Ilario e le sue notizie               |
| 7  | Gigione gonfiato                      |
| 8  | Luisella a caccia del tesoro          |
| 9  | Leggerio al bagno                     |
| 10 | Silvy e la gita fuori porta           |
| 11 | Pancrazio in paninoni e beveroni      |
| 12 | Ratto in Romeo e Giulietta            |
| 13 | Ratto e i cellulari con i fili        |
| 14 | Silvy, zebrotte e zebrotti            |
| 15 | Pecora 0101 e le pulizie di primavera |
| 16 | Luisella e l'oroscopo                 |
| 17 | Ilario in cerca di notizie            |
| 18 | Gigione e il disordine                |
| 19 | Silvy e Baby Pink                     |
| 20 | Pancrazio re per un giorno            |
| 21 | Ilario e i mostri della notte         |
| 22 | Greta in arriva l'inverno             |
| 23 | Leggerio e il torneo di scacchi       |
| 24 | Raffa e le diete pazze                |
| 25 | Gigione e la vena creativa            |
| 26 | Luisella e la misteriosa sparizione   |
| 27 | Gigione e il laghetto senz'acqua      |
| 28 | Pecora 0101 e il panda mandarino      |
| 29 | Leggerio a scuola di ballo            |
| 30 | Raffa e i temibili inquinatori        |
| 31 | Ratto in vena di complimenti          |
| 32 | Luisella e il mistero del sole        |
| 33 | Silvy e la sua band                   |
| 34 | Ilario in la bella giungla            |
| 35 | I polli e l'uovo magico               |
| 36 | Ilario e le vacanze                   |
| 37 | Pecora 0101 e il mundialito animalito |
| 38 | Gigione e il bradipo                  |
| 39 | Luisella e i mostri                   |
| 40 | Raffa e le olimpiadi                  |
| 41 | Luisella e i rumori della notte       |
| 42 | Raffa e il computer                   |
| 43 | Luisella e il popolo dei nasi rossi   |
| 44 | Ratto e il regalo di compleanno       |
| 45 | Leggerio e gli sport                  |
| 46 | Gretta e il Natale                    |
| 47 | Leggerio super-eroe                   |
| 48 | Halloween e la pecora molesta         |
| 49 | Leggerio e il volo                    |
| 50 | Ilario in canta che ti stressa        |
| 51 | Polli scatenati                       |
| 52 | Pancrazio e gli strani ortaggi        |

### - Seconda stagione -
Episodi di Uffa! che Pazienza della seconda stagione
| N° | Titolo                   |
| -- | ------------------------ |
| 1  | Polletti in bicicletta   |
| 2  | I rifiuti urbani         |
| 3  | Le ombre della città     |
| 4  | La città a colori        |
| 5  | Il centro commerciale    |
| 6  | Cunicoli e tombini       |
| 7  | Previsioni sbagliate     |
| 8  | Un giorno al museo       |
| 9  | Risparmio energetico     |
| 10 | Segnaletica del caos     |
| 11 | Arrivano i turisti       |
| 12 | Fatiche estreme          |
| 13 | Puzze in città           |
| 14 | Fuga da casa             |
| 15 | Gigione umanitario       |
| 16 | Ladra di biciclette      |
| 17 | Gigione non dorme        |
| 18 | La stramaratona in città |
| 19 | Gli scoop a sorpresa     |
| 20 | La festa della cuccagna  |
| 21 | La macchina del tempo    |
| 22 | Il mondo dei sogni       |
| 23 | Gigione non si lava      |
| 24 | Segni premonitori        |
| 25 | I nano cavoli            |
| 26 | Leggerio mago            |

## - NEW ANIME MANGA/CARTOON SERIES -
| Written by | Kazuki Yamanobe(2013) Takashi Yamada(2013-2017) Tatsuki(2018-present) |

| Music by       | 1. Cher Watanabe 2. Hiroaki Kondo 3. Taku Izumi 4. Shinji Miyazaki 5. Conisch 6. Enrico Sabena |
| Studio         |                                                                                                |
| Toei Animarion |                                                                                                |

| Licensed by | - Viz Media (home video rights; 2013–present) - Netflix (aired on 2020–present) |

| Studio | OLM Team Kato (2013–2019-present) OLM Team Kumemura (2024–present) |

| Original network | TXN (TV Tokyo), NNS (NTV) and NHK Educational TV |

| Production company | NHK |

| English network | - Pogo TV(Aug 2, 2013) - Cartoon Network(2013–2014) - Disney Channel(2014–2015) - Disney XD(2017–2020) - Boomerang(2020 - 2021) - Teletoon(2021-2022 present) |

| Type                          |
| ----------------------------- |
| Adventure, Fantasy and Comedy |

Pancrazio Sonsazio(Original Japanese Name) (Naoki Tatsuta - 2013-present)
Pulce(Original Japanese Name) (Yuji Ueda - 2013-now)
Luisella Questa è Bella(Original Japanese Name) (Aoi Yūki - 2013-2016)
Ilario Notiziario(Original Japanese Name) (Kazuki Yao - 2013)
Gigione Sonpoltrone(Original Japanese Name) (Katsuhisa Hoki - 2013)
Leggerio Pocoserio(Original Japanese Name) (Tomohiro Yamaguchi - 2013-now)
Raffa Giraffa (Nami Miyahara - 2013-2014)
Noella (Saki Fujita - 2013-now)
Fang (Mika Kanai - 2013-present)
Aron (Koichi Yamadera - 2013-2015-present)
Fukurotchi (Mika Kanai - 2013-2015-now)
Sula (Sumire Morohoshi - 2013-2017-present)
Apple Pie(A Female Turtle) (Saki Fujita - 2013-2014)
Silvy (Motoko Kumai - 2016-present)
Iena (Maeda Noboru - 2016)
All of my characters and voice actors
| No. of 31th Episodes  | Title |
| --------------------- | --- |
| Ep. 1 / Aug 2, 2013   | The Begging of my Universe - 私の宇宙の始まり                                                                 |
| Ep. 2 / Aug 3, 2013   | Pancras and the strange vegetables - パンクラージオと奇妙な野菜                                               |
| Ep. 3 / Aug 4, 2013   | This is Aron The Raccoon - アロンーくん・ザ・アライグマです！                                                 |
| Ep. 4 / Aug 5, 2013   | Raffa and the diets - ラッファとなダイエット                                                                  |
| Ep. 5 / Aug 16, 2013  | Feather in the Dancing School - ダンス学校のレッジェリロ                                                      |
| Ep 6. / Aug 17, 2013  | Here's Fukurometchi! - ふくろめっちこちらは です！                                                            |
| Ep. 7 / Sep 25, 2013  | A Moon Festival for Everyone! - みんなのための暗い夜ムーン祭り！                                              |
| Ep. 8 / Oct 4, 2013   | Why Aren't You at School? - どうして学校に来ないの？                                                          |
| Ep. 9 / Oct 12, 2013  | Halloween's Quahog Party - ハロウィーンのクアホッグパーティ                                                   |
| Ep. 10 / Oct 22, 2013 | Where did you come from? - どこから来たんですか？                                                             |
| Ep. 11 / Nov 22, 2013 | Feather at dance school - レッジェリロ舞学校に入学する                                                        |
| Ep. 12 / Dec 14, 2013 | Christmas is Arrived! - クリスマスがやってきました！                                                          |
| Ep. 13 / Jan 5, 2014  | Happy New Year from Japan! - 日本から新年あけましておめでとうございます！                                     |
| Ep. 14 / Jan 26, 2014 | Cinderbunny - シンダーうさぎー                                                                                |
| Ep. 15 / Feb 16, 2014 | The Bold of Success - 成功の大胆さ                                                                            |
| Ep. 16 / Sep 1, 2014  | Superstar Rocketboy - 素晴らしい星ロケットボーイ                                                              |
| Ep. 17 / Oct 10, 2014 | My Friends, Rockstar - 私の友達公文、岩星                                                                     |
| Ep. 18 / Nov 23, 2014 | ノエラーちゃんをビデオゲームの冒険                                                                            |
| Ep. 19 / Dec 20, 2014 | Christmas is Arrived Again! - クリスマスがまたやって来ました！                                                |
| Ep. 20 / Jan 4, 2015  | Has Anyone seen my Fennec Fox? - 誰か私のフェネックギツネを見た人はいますか?                                  |
| Ep. 21 / Jan 10, 2015 | Ivan and the holidays - イヤリオと休日休暇                                                                    |
| Ep. 22 / Jan 11, 2015 | How's the Promening? - プロメニングはどうですか？                                                             |
| Ep. 23 / Feb 12, 2015 | Ivan sings that because he's not cute - イヤリオは可愛くないからそう歌うんだ                                  |
| Ep. 24 / Feb 1, 2015  | Tokyo Food Party - 東京食べ物パーティー                                                                       |
| Ep. 25 / Feb 13, 2015 | How Do You Solve a Problem Like Anything? - あらゆる問題をどうやって解決するか?                               |
| Ep. 26 / Mar 5, 2015  | Dinner or Sushi, Takoyaki and Tayaki - 夕食ーまたは寿司、たこ焼き、たい焼き                                   |
| Ep. 27 / Nov 19, 2015 | Sula's Great Magician - スラの偉大な魔術師                                                                    |
| Ep. 28 / Nov 23, 2015 | Pancras the Lion's Thanksgiving - パンクラージオ・ザ・ししの感謝祭                                            |
| Ep. 29 / Nov 28, 2015 | Japanese Bakery - 日本のベーカリー                                                                            |
| Ep. 30 / Dec 2, 2015  | Japanese Bakery - 日本市場                                                                                    |
| Ep. 31 / Dec 39, 2015 | Japanese Building Along with Own Townsville Adventures! - タウンズビルでの冒険とと もに日本の建物を訪ねよう！ |

## SEASON 2 (Jan 11th, 2016 - The Townsville) // SEASON 3 (May 22, 2018-present - The Beautiful Plank)
Gigiottina(Original Japanese Name) (Anzu Haruno - 2016)
Lilly Nagasawa (Ikuko Chikuta - 2016-now)
Nao (Kurumi Mamiya - 2016)
Pancake (Cha Katō - 2016-now)
Boba (Chō - 2016-present)
Milk (Aya Hirano - 2016)
Fizzy (Miki Nagasawa - 2016-2017)
Fuzzy (Chika Sakamoto - 2016-2018)
Bubbles (Rei Sakuma - 2016-present)
Minji (Motoko Kumai - 2016-2019)
Potapota (Kenta Matsumoto - 2016-2018-now)
All of my characters and voice actors
| No. of 20th Episodes  | Title                                                                          |
| --------------------- | ------------------------------------------------------------------------------ |
| Ep. 1 / Jan 11, 2016  | Welcome to The Townsville! - 町市ビルの冒険ーが始まります！                    |
| Ep. 2 / Jan 12, 2016  | Here's all of my friends - 私の友達全員です                                    |
| Ep. 3 / Feb 19, 2016  | The city in color - 色彩豊かな街                                               |
| Ep. 4 / Feb 20, 2016  | The shopping center - 買い物中心                                               |
| Ep. 5 / Mar 13, 2016  | They aren't being Awaken! - 彼らは目覚めていない！                             |
| Ep. 6 / Mar 16, 2016  | The time machine - 時間機械                                                    |
| Ep. 7 / Mar 17, 2016  | The world of dreams - 夢の世界                                                 |
| Ep. 8 / Mar 24, 2016  | Silvy and her band - シーフィと彼女のバンド                                    |
| Ep. 9 / Apr 24, 2016  | Raffa and the computer - ラッファとコンピューター                              |
| Ep. 10 / Apr 25, 2016 | Aron and the Birthday Present - アロンーくんと誕生日プレゼント                 |
| Ep. 11 / Apr 26, 2016 | I'll Get By with a Little Help from My Tanuki - たぬきの助けがあれば何とかなる |
| Ep. 12 / May 2, 2016  | Daydream Relief - 白昼夢の安心                                                 |
| Ep. 13 / May 3, 2016  | The racing in the city - 市内のレース                                          |
| Ep. 14 / May 4, 2016  | The playground adventures - 遊び場の冒険                                       |
| Ep. 15 / Jun 7, 2016  | Mochiland - もちランド                                                         |
| Ep. 16 / Nov 21, 2016 | The sunshinest days - 最も晴れた日々                                           |
| Ep. 17 / Nov 23, 2016 | Aron's fearful raccoon boy - アロンーくんの恐ろしいアライグマの少年            |

### May 22, 2018 (NEW CHARACTERS)
Muffin (Mika Kanai - 2018)
Cupcake (Aina Suzuki - 2018-present)
Silvine Wakanda (Kaori Miura - 2018-now)
Lemonade (Nao Tōyama - 2018-present)
Pumpkin Pie(A Male Turtle) (Hiroyuki Yoshino - 2018)
Matcha (Ikue Ohtani - 2018)
Macaroon (Mikoi Sasaki - 2018)
Mint (Yuna Sugiyama - 2018-2019)
Taiyaki (Megumi Hayashibara - 2018-now)
Melonpan (Chinami Nishimura - 2018)
Pudding (Rikako Aikawa - 2018-present)
Latte (Satomi Kōrogi - 2018)
Hoho (Wasabi Mizuta - 2018)
Darby (Kana Motomiya - 2018-2020)
Melon (Mika Kanai - 2018-2019)
Cappuccino (Mika Kanai - 2018-now)
Hannah (Kazuko Sugiyama - 2018-2019-present)
Walter (Kotono Mitsuishi - 2018-2019-now)
All of my characters and voice actors
1. ↑   Uffa! Che Pazienza –, su cartonionline.com. URL consultato il 4 settembre 2020.